# エルンスト・レヴィ
エルンスト・レヴィ（Ernst Levy, 1895年11月18日 - 1981年4月19日）は、スイスの音楽学者、作曲家、ピアニスト、及び指揮者・。
バーゼル生、モルゲス没。エゴン・ペトリとラオウル・プーニョに師事した。音楽学者・教育者としてアメリカ合衆国で活動し、マサチューセッツ工科大学・シカゴ大学・ニューイングランド音楽院で教壇に立ち、『和声学』などの著書を残した。ピアニストとしてはベートーヴェンの後期ソナタを録音し、その雄大なタッチについて「ファウスト的なリストの神髄」と評された。
1966年に大学を退職した後は、スイスに戻って余生を過ごした。
著書『和声の理論』（1985年刊）は、現代音楽の作曲の諸概念の内でも、作曲家の和声的「基調音」なるものを記述している。
レヴィの息子は作曲家でチェリストのフランク・エズラ・レヴィ（1930年‐2017年）。

## 作品
オーケストラ曲
- 交響曲第２番ニ長調（1922）
- 交響曲第３番（1922）
- 交響曲第７番（1937）
- 交響曲第８番（1937）
- 交響曲第10番「フランス」（1944）
- 交響曲第11番（1949）
- 交響曲第12番（1951）
- 交響曲第13番（1955）
- 管弦楽組曲第３番（1957）
- 管弦楽組曲第４番（1959）
- 交響曲第14番（1962）
- 交響曲第15番（1968）

協奏曲
- チェロと管弦楽の為の協奏曲（1947）

室内楽
- 弦楽四重奏曲第１番（1919）
- ヴァイオリンとピアノの為のソナタ第１番（1932）
- クラリネット（またはオーボエ）とピアノの為のディヴェルティメント（1952）
- クラリネットとピアノの為の主題と変容（1952）
- 弦楽三重奏第１番（1953）
- チェロとピアノの為のソナタ（1953）
- ホルンとピアノのためのソナタ（1953）
- チェロ独奏の為の15の小曲（1955）
- ピアノ四重奏曲（1956）
- ヴィオラ独奏あるいはチェロ独奏の為の組曲（1956）
- ヴァイオリン独奏の為の組曲（1960）
- 弦楽三重奏題２番（1960）
- ヴァイオリンとピアノの為のソナタ第２番（1961）
- ヴァイオリンとピアノの為のソナタ第３番（1963）
- クラリネット、ヴィオラ、ピアノのためのトリオ（1968）
- ファゴットとピアノもしくは管弦楽の為のソナタ・アコンパニャータ（1980）

鍵盤楽曲
- チェンバロの為の交響的幻想曲（1939）
- ピアノ・ソナタ第１番（1973）
- ピアノ・ソナタ第７番（1981）
- オルガンとピアノの為の対話的幻想曲（1980）

声楽曲
- 混声合唱、管楽オーケストラ、ティンパニーの為のカンタータ『ガウデアムス』（1964）
- テノールと弦楽オーケストラとフルートの為の『李白の答え』（1979）
- バリトンと弦楽オーケストラの為の『一にして全』（ゲーテの詩による）（1980）
- 合唱のためのスイスの4つの民謡（1946）